# Microrégion du Bassin de São João
La microrégion du Bassin de São João est une des microrégions de l'État de Rio de Janeiro appartenant à la mésorégion des Baixadas Littorales. Elle couvre une aire de 1 630 km2 pour une population de 97 284 habitants (IBGE 2005) et est divisée en trois municipalités.

## Microrégions limitrophes
- Lacs
- Macaé
- Macacu-Caceribu
- Nova Friburgo

## Municipalités[1]
- Casimiro de Abreu
- Rio das Ostras
- Silva Jardim